# Bischheim
Ne doit pas être confondu avec Biesheim.
Pour l’article homonyme, voir Bischheim (Mont Tonnerre).
Bischheim (prononcé /biʃaim/  ; en alsacien : Bìsche) est une commune française située dans la proche couronne nord de l'agglomération de Strasbourg, dans la circonscription administrative du Bas-Rhin et, depuis le 1er janvier 2021, dans le territoire de la collectivité européenne d'Alsace, en région Grand Est.
Elle fait partie de la région historique et culturelle d'Alsace.

## Géographie

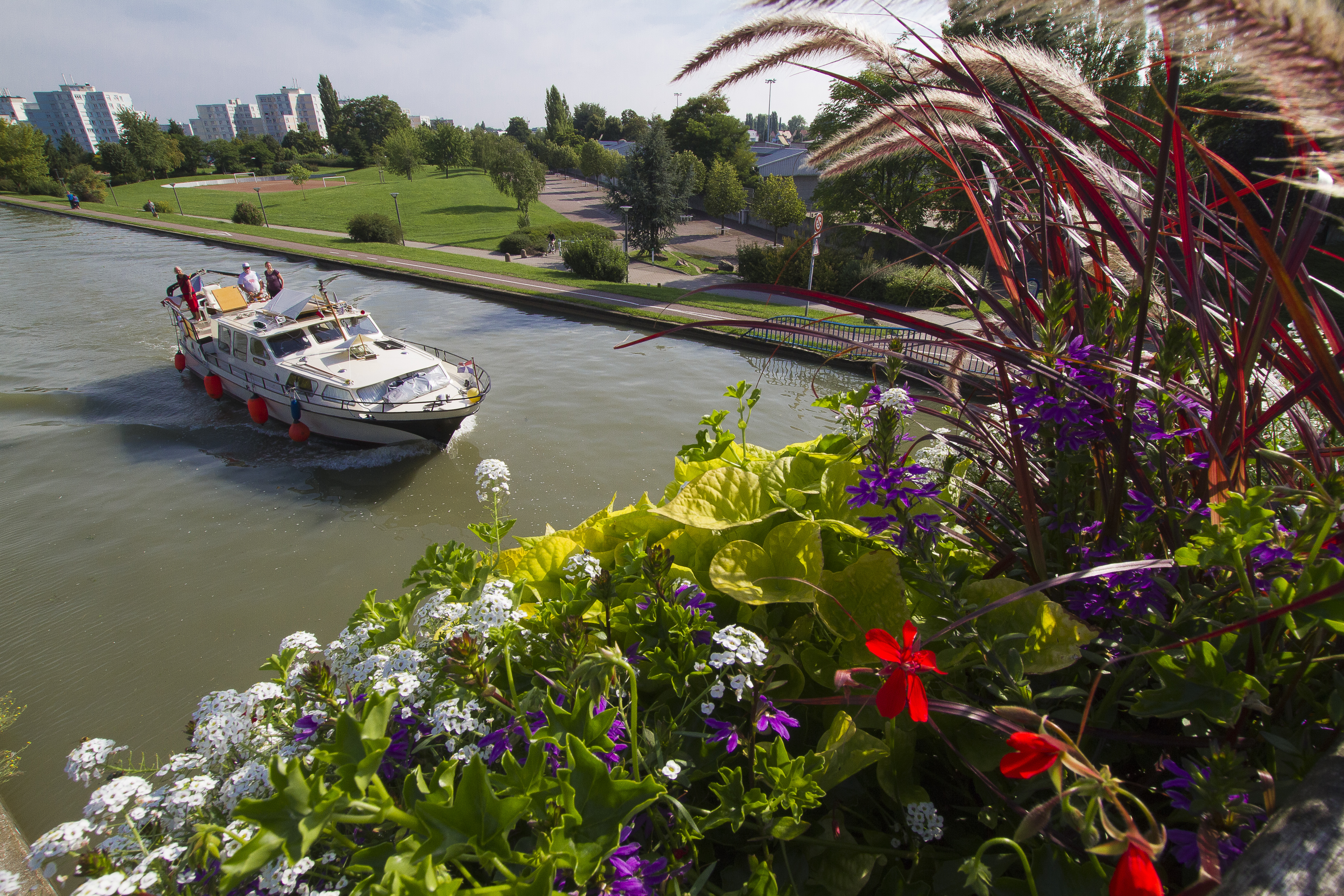
Le canal de la Marne au Rhin et la plaine du Guirbaden.

### Localisation
Avec près de 18 000 habitants, Bischheim est la 7e commune du département Bas-Rhin et la 10e d'Alsace. Elle fait partie de l'agglomération strasbourgeoise (480 000 habitants dans sa partie française), dont elle constitue avec d'autres communes, comme Schiltigheim, les faubourgs nord.
Située à l'extrémité est de la terrasse de lœss du Kochersberg, qui s'étire en pente douce d'une ligne Molsheim-Saverne vers la vallée du Rhin, Bischheim est bordée à l'est par l'Ill et traversée par le canal de la Marne au Rhin. Les coordonnées sont 48° 36′ 52″ N, 7° 45′ 10″ E.
L'altitude varie entre 132 m et 150 m avec une moyenne de 140 m. Le ban communal s'étend sur 4,4 km2 dont près des deux tiers sont urbanisés. La densité s'élève à 3 801 habitants au km2. Environ 35 % de son habitat est constitué de logements sociaux.
Le ban communal est constitué de deux parties non contiguës.
La première au sud-ouest est la zone urbanisée et habitée s'étendant de la gare de triage de Hausbergen à l'ouest jusqu'à l'Ill à l'est. Ses communes limitrophes sont Schiltigheim, Niederhausbergen et Hœnheim.
La seconde partie au nord-est (appelée enclave de Bischheim) comprend une zone industrielle, des espaces naturels (forêts, champs, plan d'eau) et abrite le château d'Angleterre.
Entre Hœnheim et Bischheim (à l'angle de la rue du Guirbaden et celle du Général-de-Gaulle) se situe une minuscule enclave de Schiltigheim.

### Hydrographie

#### Réseau hydrographique
La commune est dans le bassin versant du Rhin au sein du bassin Rhin-Meuse. Elle est drainée par le canal de la Marne au Rhin, l'Ill et la Souffel,.
Le canal de la Marne au Rhin, d'une longueur totale de 314 km, et 178 écluses à l'origine, relie la Marne (à Vitry-le-François) au Rhin (à Strasbourg). Par le canal latéral de la Marne, il est connecté au réseau navigable de la Seine vers l'Île-de-France et la Normandie.
L'Ill, d'une longueur de 217 km, prend sa source dans la commune de Winkel et se jette  dans le Grand Canal d'Alsace à Offendorf, après avoir traversé 68 communes.
La Souffel, d'une longueur de 25 km, prend sa source dans la commune de Kuttolsheim et se jette  dans l'Ill à Strasbourg, après avoir traversé 18 communes.

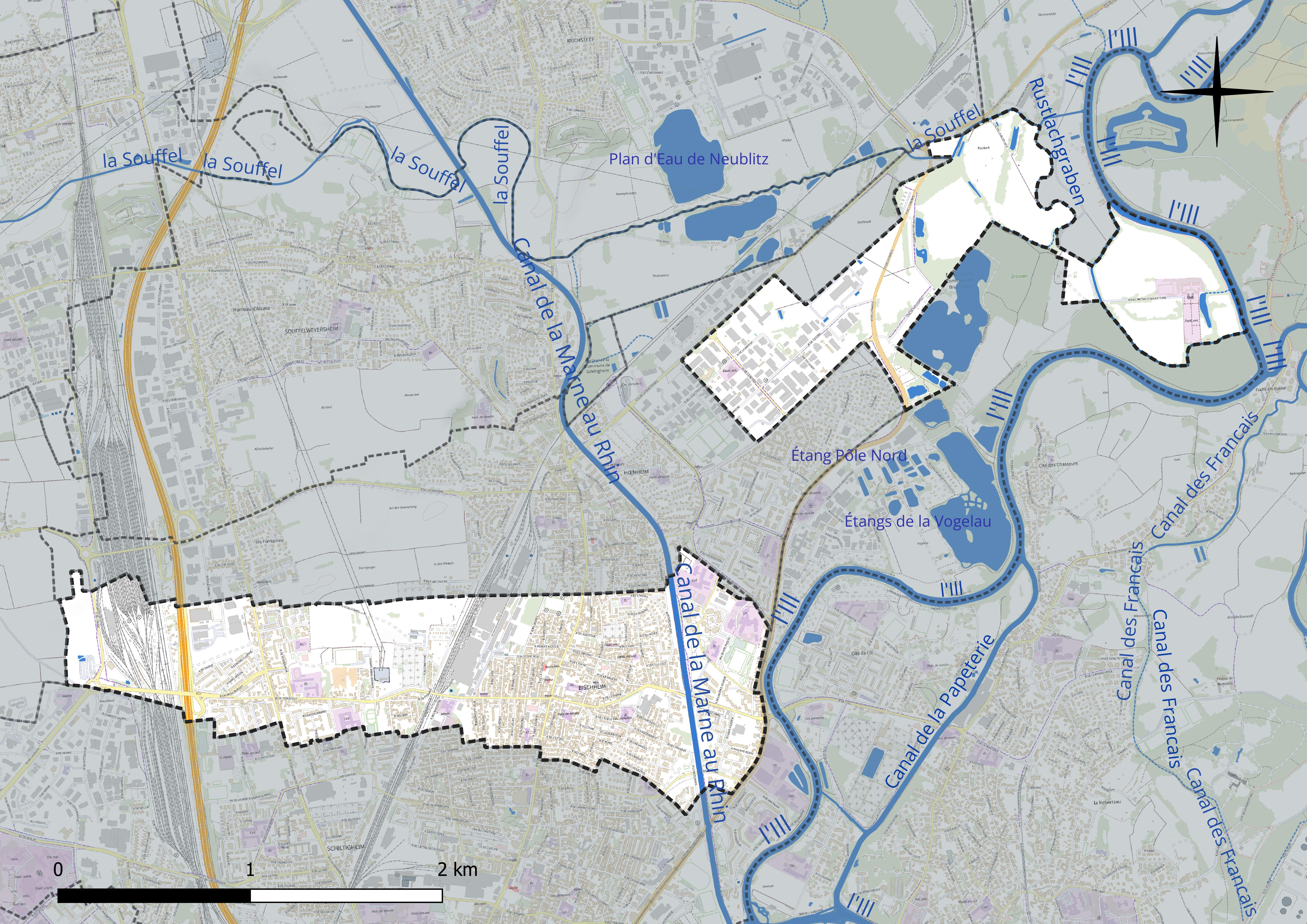
Réseau hydrographique de Bischheim.

Un plan d'eau complète le réseau hydrographique : l'étang Bernard Radmacher (0,3 ha),.

#### Gestion et qualité des eaux
Le territoire communal est couvert par le schéma d'aménagement et de gestion des eaux (SAGE) « Ill Nappe Rhin ». Ce document de planification concerne la nappe phréatique rhénane, les cours d'eau de la plaine d'Alsace et du piémont oriental du Sundgau, les canaux situés entre l'Ill et le Rhin et les zones humides de la plaine d'Alsace. Il s’étend sur 3 596 km2. Il a été approuvé le 17 janvier 2005. La structure porteuse de l'élaboration et de la mise en œuvre est la région Grand Est.
La qualité des cours d’eau peut être consultée sur un site dédié géré par les agences de l’eau et l’Agence française pour la biodiversité.

### Climat
Pour des articles plus généraux, voir Climat du Grand Est et Climat du Bas-Rhin.
En 2010, le climat de la commune est de type climat des marges montargnardes, selon une étude du Centre national de la recherche scientifique s'appuyant sur une série de données couvrant la période 1971-2000. En 2020, Météo-France publie une typologie des climats de la France métropolitaine dans laquelle la commune est exposée à un climat semi-continental et est dans la région climatique Alsace, caractérisée par une pluviométrie faible, particulièrement en automne et en hiver, un été chaud et bien ensoleillé, une humidité de l’air basse au printemps et en été, des vents faibles et des brouillards fréquents en automne (25 à 30 jours).
Pour la période 1971-2000, la température annuelle moyenne est de 10,6 °C, avec une amplitude thermique annuelle de 17,8 °C. Le cumul annuel moyen de précipitations est de 640 mm, avec 8,6 jours de précipitations en janvier et 9,9 jours en juillet. Pour la période 1991-2020, la température moyenne annuelle observée sur la station météorologique de Météo-France la plus proche, « Strasbourg-Entzheim », sur la commune d'Entzheim à 12 km à vol d'oiseau, est de 11,4 °C et le cumul annuel moyen de précipitations est de 635,7 mm. 
La température maximale relevée sur cette station est de 38,9 °C, atteinte le 25 juillet 2019 ; la température minimale est de −23,6 °C, atteinte le 23 janvier 1942,,.
Les paramètres climatiques de la commune ont été estimés pour le milieu du siècle (2041-2070) selon différents scénarios d'émission de gaz à effet de serre à partir des nouvelles projections climatiques de référence DRIAS-2020. Ils sont consultables sur un site dédié publié par Météo-France en novembre 2022.

## Urbanisme

### Typologie
Au 1er janvier 2024, Bischheim est catégorisée grand centre urbain, selon la nouvelle grille communale de densité à sept niveaux définie par l'Insee en 2022.
Elle appartient à l'unité urbaine de Strasbourg (partie française), une agglomération internationale regroupant 23  communes, dont elle est une commune de la banlieue,,. Par ailleurs la commune fait partie de l'aire d'attraction de Strasbourg (partie française), dont elle est une commune du pôle principal,. Cette aire, qui regroupe 268 communes, est catégorisée dans les aires de 700 000 habitants ou plus (hors Paris),.

### Occupation des sols
L'occupation des sols de la commune, telle qu'elle ressort de la base de données européenne d’occupation biophysique des sols Corine Land Cover (CLC), est marquée par l'importance des territoires artificialisés (77,3 % en 2018), en diminution par rapport à 1990 (79,8 %). La répartition détaillée en 2018 est la suivante : 
zones urbanisées (46,1 %), zones industrielles ou commerciales et réseaux de communication (23,5 %), terres arables (18,7 %), espaces verts artificialisés, non agricoles (7,7 %), eaux continentales (1,5 %), zones agricoles hétérogènes (1,4 %), forêts (1,1 %). L'évolution de l’occupation des sols de la commune et de ses infrastructures peut être observée sur les différentes représentations cartographiques du territoire : la carte de Cassini (XVIIIe siècle), la carte d'état-major (1820-1866) et les cartes ou photos aériennes de l'IGN pour la période actuelle (1950 à aujourd'hui).

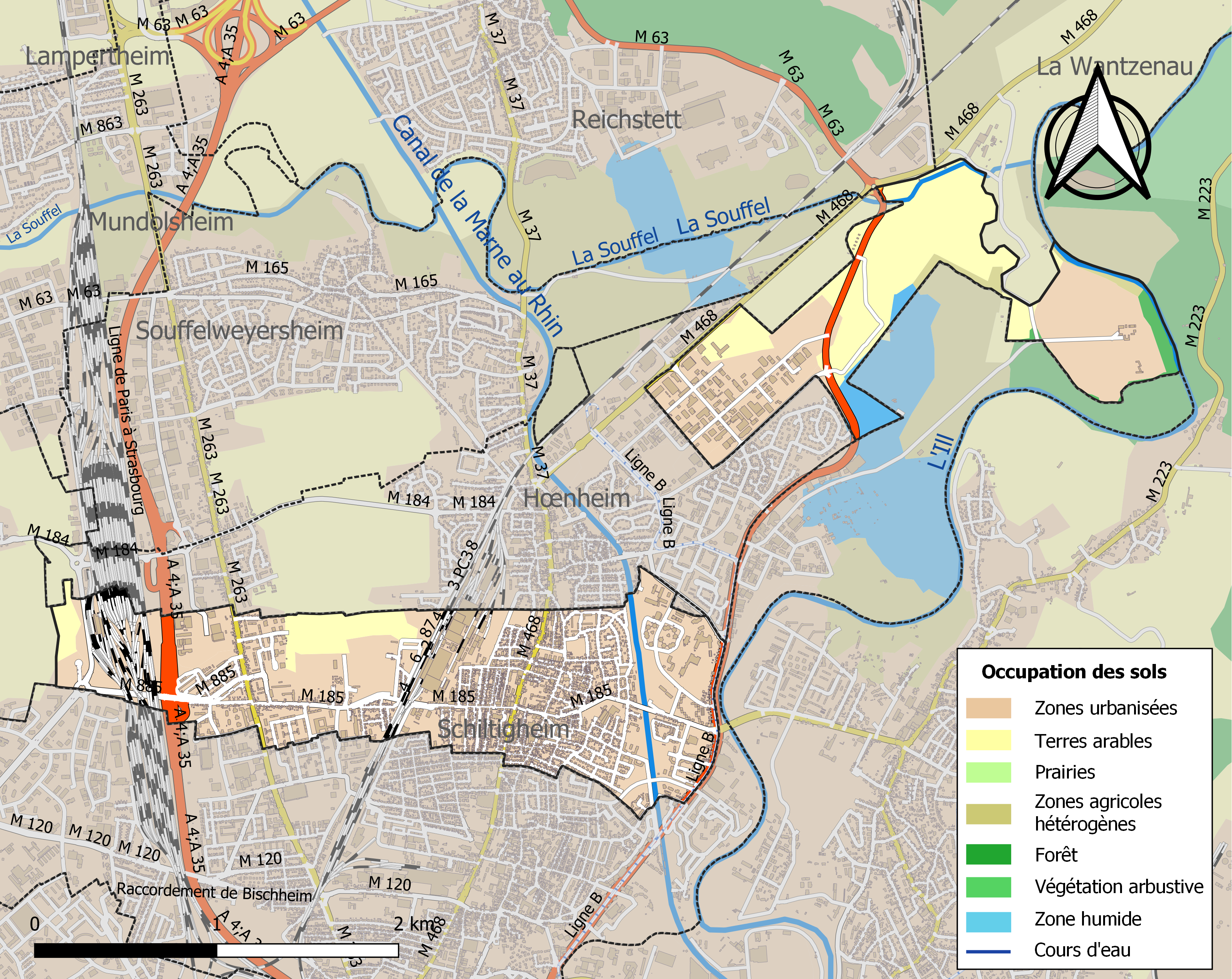
Carte des infrastructures et de l'occupation des sols de la commune en 2018 (CLC).

### Mobilités

#### Voies ferrées
La commune est traversée par les lignes de chemin de fer de Paris à Strasbourg et de Strasbourg à Lauterbourg. La gare de Bischheim se trouve en fait sur le territoire de la commune de Schiltigheim.
Le Technicentre de Bischheim est aujourd'hui spécialisé dans la maintenance et l'entretien des TGV. Une partie du triage de Hausbergen se situe sur le territoire de la commune.

## Histoire

### Préhistoire et antiquité
La présence de l'homme sur le site de Bischheim serait ancienne. En effet, des débris de poterie remontant à la période néolithique (4000 à 2000 av. J.-C.) ont été retrouvés. Plus tard, des habitations se succédèrent sur l'actuel site de l'église protestante (le point culminant du vieux village), tels que l'attestent des objets retrouvés et remontant à l'âge de bronze (1800 - 800 av. J.-C.), aux périodes celtiques, romaines, alamanes et franques.

### Moyen Âge
Après sa victoire à Tolbiac en 496, Clovis fut baptisé par saint Remi, évêque de Reims, qui reçut alors, en gages de son affection, deux villages du Wasgau, les actuels Bischheim et Bischoffsheim. Cet épisode donna lieu à la première mention écrite du village (testament de saint Rémy de 530). Vers l’an 1100, le village fut rattaché à l’évêché de Strasbourg, puis vendu en 1411 aux Boecklin de Boecklinsau, une famille des plus anciennes, des plus nobles et des plus puissantes de l’Alsace féodale. Ils furent les seigneurs de Bischheim jusqu’en 1790.

### De laRéformeà laRévolution

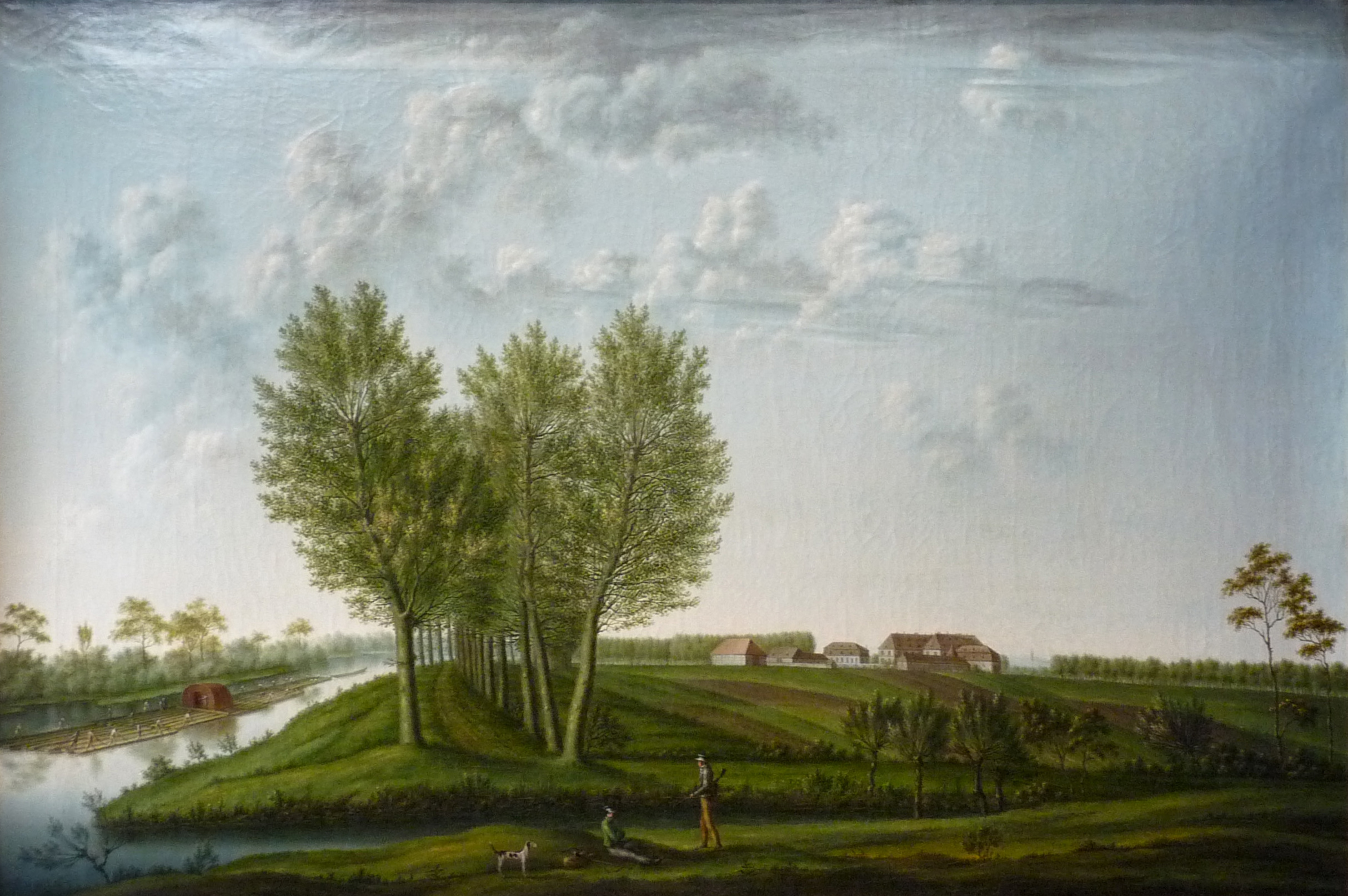
Vue du Jardin d'Angleterre, huile sur toile, début du XIX (musée historique de Strasbourg).

Au moment de la Réforme, les Boecklin y adhérèrent. Les habitants de Bischheim restèrent cependant résolument catholiques, ce qui leur valut l'honneur d'accueillir Charles Quint. Le 19 septembre 1552, l'empereur visita Strasbourg, qui avait embrassé la Réforme, et pour ne pas « passer la nuit dans cette communauté d'hérétiques » dormit chez le bourgmestre de Bischheim. La commune fut finalement convertie au protestantisme en 1555 en vertu du principe tel prince, telle religion (cujus regio, ejus religio) issu de la paix d'Augsburg.
La guerre de Trente Ans apporta son cortège de sinistres heures à la commune. En 1621, le comte Peter Ernst von Mansfeld arriva en Alsace avec son armée. Protestant, il prétendit vouloir soutenir ces derniers, mais les exactions de ses mercenaires lui valurent la défiance des protestants de Strasbourg. Il s'abattit alors avec sauvagerie sur le village protestant de Bischheim. Le Traité de Westphalie en 1648 mit fin aux hostilités. L'Alsace fut rattachée à la France. Tel ne fut pas le cas de Strasbourg et de Bischheim, propriété de l'évêque, prince du Saint-Empire romain germanique. L'annexion à la France intervint en 1681 après la capitulation de Strasbourg face aux armées de Louvois. Louis XIV, pourfendeur de la Réforme, fera tout pour redonner au catholicisme son importance. L'église de Bischheim rouvrit ses portes à la religion romaine en 1692. S'ouvre alors une période de coexistence tendue entre les deux mouvances chrétiennes.
En 1636, apparaît, par ailleurs, la première mention écrite d'une communauté juive à Bischheim, qui fut longtemps l'une des plus importantes de Basse Alsace. Sa présence pourrait toutefois remonter à la deuxième moitié du XIVe siècle. Le pogrom de 1349 et l'interdiction d'y établir domicile ont vraisemblablement été les causes du repli des juifs de Strasbourg vers Bischheim. Du XVIIIe à la première moitié du XIXe siècle, la communauté se développa fortement abritant une synagogue, un cimetière et une école rabbinique. En 1836, la communauté représentait près du tiers de la population avec 826 membres. À la fin du XIXe siècle, l'importance de la communauté déclina. À la veille de la Seconde Guerre mondiale, elle ne compta plus que 149 membres dont 27 furent victimes de la Shoah. La communauté se reconstitua cependant après la guerre, notamment avec l'installation de familles juives d'Afrique du Nord après 1962. Une nouvelle synagogue fut inaugurée en 1959. En 1664, un recensement du ban communal fut entrepris par Wolfgang Jacques Boecklin de Boecklinsau. On y dénombra alors 86 maisons réparties en huit rues sur 6 ha. La population était alors d'environ 400 habitants.

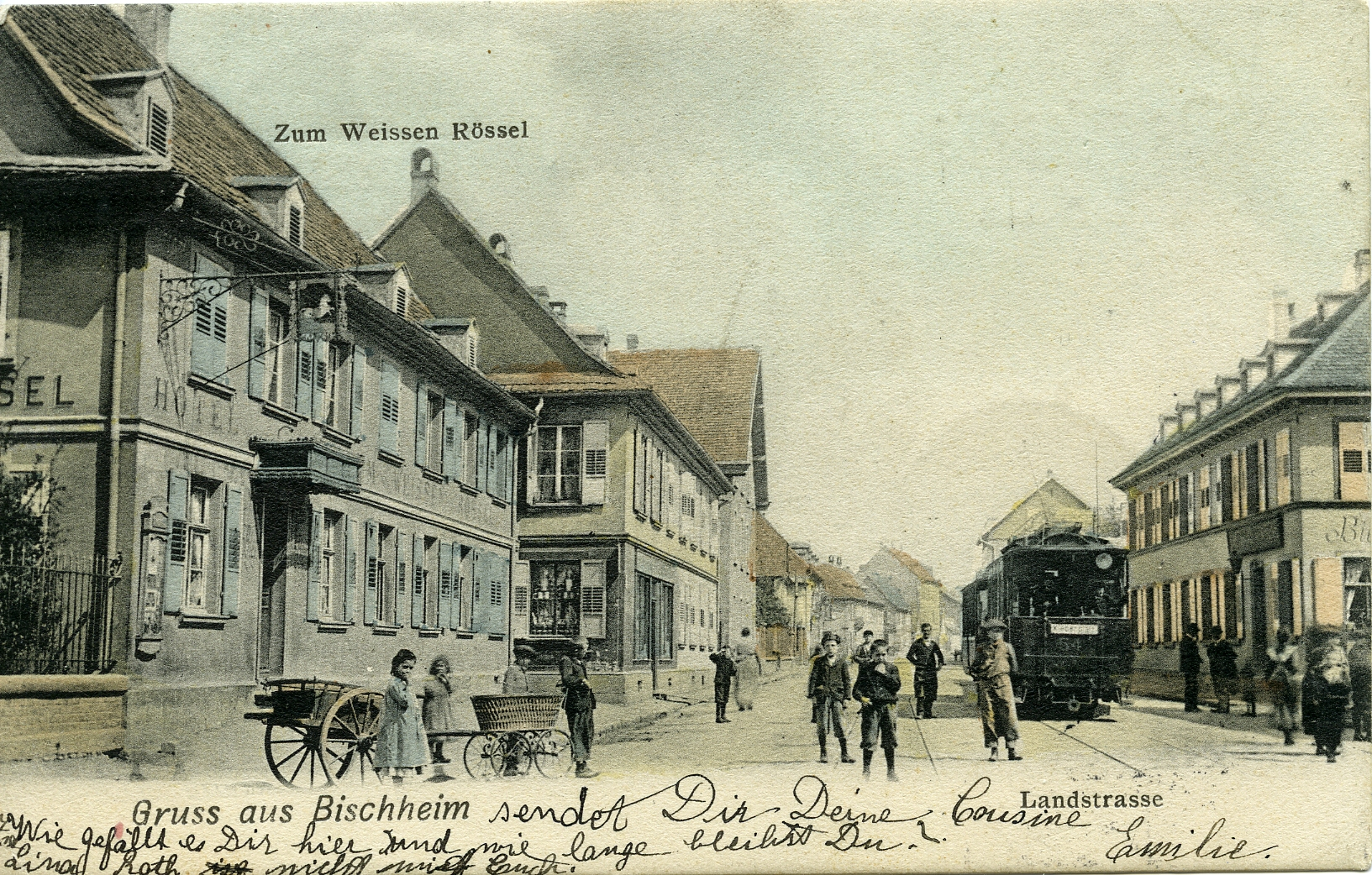
L'auberge du Cheval Blanc (route de Bischwiller) en 1905.

S'Wisse Ressel est un nom évocateur pour le Bischheimois : auberge, carrefour mais aussi lieu de rencontres. Il est situé à l'intersection de deux axes structurants de la ville : l'axe nord-sud formé par la route de Bischwiller et l'axe est-ouest formé par l'avenue de Périgueux et la rue du Général-Leclerc. Son nom provient cependant d'une auberge éponyme implantée probablement vers 1730. Pendant deux siècles, ce lieu a constitué le cœur social et convivial de Bischheim. L'auberge a laissé place, en 1968, à un complexe moderne abritant des logements et la salle des fêtes du Cheval-Blanc.

### DuPremier EmpireauSecond Empire
Lors de la déroute de Napoléon Bonaparte, Bischheim subit la présence des cosaques et des kalmouks venus assiéger Strasbourg en janvier 1814. En juin de l'année suivante, dix jours après la défaite de Waterloo, le général Rapp mena vainement une bataille contre la coalition menée par l'Autriche entre Souffelweyersheim et Hœnheim.
Coïncidence ? 1852 fut l'année de l'inauguration de deux voies nouvelles de communication passant par Bischheim. La première est le canal de la Marne au Rhin, reliant sur 315 km Vitry-le-François à Strasbourg. D'une profondeur initiale de 1,60 m, son enfoncement a été porté à 3,20 m en 1970 de sorte à permettre le passage de péniches de 350 t même en période d'étiage. La seconde est la ligne de chemin de fer Paris - Strasbourg. Le train inaugural du 18 juillet sera un signe avant-coureur de la profonde transformation en grande cité ouvrière que va connaître au fil des années le petit village rural.
En 1870, lors du siège et du bombardement de Strasbourg, l'artillerie prussienne s'installa à Hausbergen, Schiltigheim et Bischheim. La riposte de l'artillerie française se solda par une trentaine de maisons endommagées et son cortège de victimes.

### De l'Empire allemandauTroisième Reich
Par le traité de Francfort de 1871, la France céda l'Alsace-lorraine à l'empire allemand. Au cours de la période qui suivit, Bischheim connut une modernisation sensible dans tous les domaines : construction d'infrastructures (gare ferroviaire, bureau de poste, tramway, écoles...), amélioration de l'habitat (eau courante, assainissement, électricité, gaz de ville...), progrès sanitaires (vaccinations, médecine scolaire...).

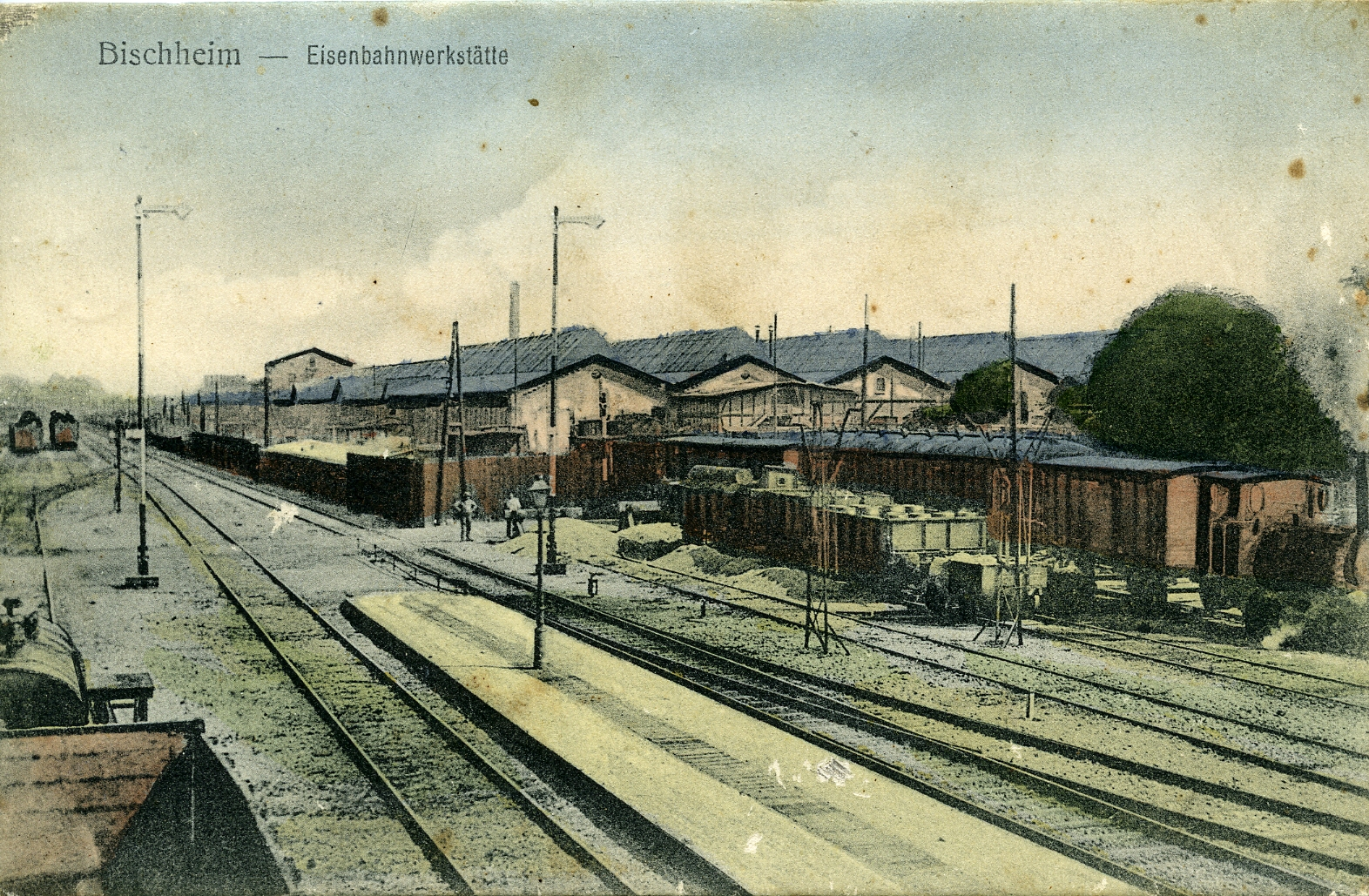
Les ateliers de réparation du chemin de fer en 1915.

Le développement du réseau ferroviaire et l'accroissement du parc de machines nécessitèrent de délocaliser la rotonde de Cronenbourg. C'est Bischheim qui fut choisie pour accueillir, en 1879, les nouveaux ateliers de réparation du chemin de fer. Dans un contexte de pauvreté, les ateliers constituèrent un miracle économique et une merveille sociale pour la commune et ses habitants. Les ouvriers bénéficiaient de nombreux avantages (salaires et horaires de travail décents, assurance maladie, pensions de retraite, congés payés, etc.). Au début du XXe siècle, les ateliers occupaient 1 800 ouvriers. Toute médaille ayant son revers, ils étaient source de progrès, mais également de difficultés liées à une croissance démographique anormale de la ville (doublement de la population en 15 ans) mais également à l'arrivée de familles pauvres dans l'attente de lendemains meilleurs. Les ateliers, rebaptisés il y a peu Établissement industriel de maintenance du matériel puis Technicentre de Bischheim, firent (et font encore) l'objet de constantes modernisations. Depuis les années 1980, ils assurent la maintenance des rames de TGV ainsi que la rénovation des TER en « TER Fluo ». Bischheim accueille également, avec les communes voisines, la gare de triage de Hausbergen, inaugurée en 1906, et qui s'étend sur 100 ha.
Après l'invasion de la Pologne par l'Allemagne nazie en 1939, la France décréta l'évacuation de 230 000 habitants de la région de Strasbourg. Cela concerna entre 8 et 9 000 Bischheimois qui furent accueillis dans plusieurs villages de Haute-Vienne, laissant derrière eux une ville déserte. Durant la période d'annexion par l'Allemagne nazie (1940-1945), ou l'Alsace-Moselle a été rattachée de fait au IIIe Reich, la ville de Bischheim a été fondue dans la Großstadt Straßburg. Au cours des combats de libération (novembre 1944) et de la contre-offensive nazie (janvier 1945), la commune a été gravement bombardée.

### Époque contemporaine
Les dommages consécutifs à la guerre, mais également une forte expansion de la population, qui augmenta de plus de 30 % entre 1954 et 1975, furent à l'origine des vastes chantiers de reconstruction dans les années 1950 puis de construction au cours des deux décennies suivantes.
Une loi de 1966 créa la communauté urbaine de Strasbourg et y intégra Bischheim. Devenue Eurométropole de Strasbourg, elle compte actuellement 33 communes membres.

## Politique et administration

### Politique de développement durable
La ville a engagé une politique de développement durable en lançant une démarche d'Agenda 21 en 2010.

## Population et société

### Démographie

#### Évolution démographique
L'évolution du nombre d'habitants est connue à travers les recensements de la population effectués dans la commune depuis 1793. Pour les communes de plus de 10 000 habitants les recensements ont lieu chaque année à la suite d'une enquête par sondage auprès d'un échantillon d'adresses représentant 8 % de leurs logements, contrairement aux autres communes qui ont un recensement réel tous les cinq ans,.

En 2022, la commune comptait 18 289 habitants, en évolution de +6,46 % par rapport à 2016 (Bas-Rhin : +3,17 %, France hors Mayotte : +2,11 %).
| 1793  | 1800  | 1806  | 1821  | 1831  | 1836  | 1841  | 1846  | 1851  |
| ----- | ----- | ----- | ----- | ----- | ----- | ----- | ----- | ----- |
| 1 423 | 1 859 | 1 822 | 2 088 | 2 347 | 2 718 | 2 692 | 2 929 | 3 137 |

| 1856  | 1861  | 1866  | 1871  | 1875  | 1880  | 1885  | 1890  | 1895  |
| ----- | ----- | ----- | ----- | ----- | ----- | ----- | ----- | ----- |
| 3 190 | 3 401 | 3 624 | 3 860 | 4 112 | 4 931 | 5 340 | 6 045 | 6 722 |

| 1900  | 1905  | 1910  | 1921  | 1926   | 1931   | 1936   | 1946   | 1954   |
| ----- | ----- | ----- | ----- | ------ | ------ | ------ | ------ | ------ |
| 7 764 | 9 012 | 9 865 | 9 635 | 10 240 | 10 955 | 11 287 | 10 740 | 11 430 |

| 1962   | 1968   | 1975   | 1982   | 1990   | 1999   | 2006   | 2011   | 2016   |
| ------ | ------ | ------ | ------ | ------ | ------ | ------ | ------ | ------ |
| 12 355 | 14 383 | 14 985 | 16 215 | 16 308 | 16 763 | 17 827 | 17 570 | 17 180 |

| 2021   | 2022   | - | - | - | - | - | - | - |
| ------ | ------ | - | - | - | - | - | - | - |
| 17 939 | 18 289 | - | - | - | - | - | - | - |

#### Pyramide des âges
La population de la commune est relativement jeune. En 2018, le taux de personnes d'un âge inférieur à 30 ans s'élève à 37,1 %, soit un taux supérieur à la moyenne départementale (35,9 %). Le taux de personnes d'un âge supérieur à 60 ans (23,6 %) est inférieur au taux départemental (24,5 %).
En 2018, la commune comptait 8 237 hommes pour 8 900 femmes, soit un taux de 51,93 % de femmes, supérieur au taux départemental (51,36 %).
Les pyramides des âges de la commune et du département s'établissent comme suit :
| Hommes | Classe d’âge | Femmes |
| ------ | ------------ | ------ |
| 0,5    | 90 ou +      | 1,7    |
| 5,6    | 75-89 ans    | 8,5    |
| 14,2   | 60-74 ans    | 16,3   |
| 19,4   | 45-59 ans    | 18,4   |
| 21,0   | 30-44 ans    | 19,9   |
| 19,2   | 15-29 ans    | 18,4   |
| 20,1   | 0-14 ans     | 16,8   |

| Hommes | Classe d’âge | Femmes |
| ------ | ------------ | ------ |
| 0,6    | 90 ou +      | 1,6    |
| 6,6    | 75-89 ans    | 8,7    |
| 16,2   | 60-74 ans    | 16,7   |
| 20,7   | 45-59 ans    | 20     |
| 19     | 30-44 ans    | 18,8   |
| 19,5   | 15-29 ans    | 18,5   |
| 17,5   | 0-14 ans     | 15,7   |

### Manifestations culturelles et festivités
- Le premier week-end de juin : messti du village.

### Sports et loisirs
- La ville de Bischheim est dotée de plusieurs équipements sportifs :
- - le parc des sports : complexe sportif comprenant plusieurs salles, des espaces extérieurs, un terrain de foot...
- - le gymnase du Ried, rattaché au collège Le Ried : de nombreuses associations sportives occupent ce lieu pour proposer leurs activités (futsal, basket, handball, roller) en dehors des temps scolaires.
- - le gymnase Lamartine, rattaché au collège Lamartine : est ouvert au public à partir de 18 h en semaine et propose la gymnastique, le foot et le basket.
- - le stade Mars : comprenant le club-house CS Mars.
- - le stade de la zone sportive ouest : comprenant le club-house FC Soleil.
- - Un parcours de santé, situé autour du plan d'eau de La Ballastière.
- Cercle sportif Mars Bischheim 1905.

Football Club Soleil Bischheim 1974 évolue en Division d'Honneur.

### Enseignement
La ville de Bischheim met à la disposition de ses habitants de nombreux équipements et services pour l'éducation, de la petite enfance jusqu'au secondaire :
- - Petite enfance : structures municipales (service d'accueil familial, crèches collectives, relais assistantes maternelles) et structures privées (halte garderie, jardin d'enfants, assistantes maternelles).
- - Ecoles primaires : avec des services d'accueil périscolaire, de restauration scolaire, de santé scolaire.
- - Ecoles maternelles : Les Pruneliers, Lauchacker, Saint-Laurent, Centre, Canal, At Home.
- - Ecoles élémentaires : Les Pruneliers, Saint-Laurent, République, At home.
- - Etablissements d'enseignements secondaires : collège Lamartine, collège Le Ried, lycée Marc-Bloch.

### Culture
- La bibliothèque municipale de Bischheim, intégrée à la cour des Boecklin, fait partie du réseau Pass'relle, et propose un accès aux documents répartis sur deux niveaux. Le rez-de-chaussée est consacré à l'espace fiction et langues, tandis que le premier étage est un espace documentaire et multimédia[30].

La bibliothèque municipale de Bischheim propose de nombreux services : portage à domicile, accès gratuit à internet, photocopies et impressions au tarif en vigueur, boite extérieure de retour de documents, programme d'animations et d'expositions tout au long de l'année scolaire...
- Depuis 2001, la Ville de Bischheim propose à la Salle du Cercle une programmation culturelle tournée vers les musiques du monde, les ciné-concerts et le jeune public.
- PasSages (créée en 1995), l’association PasSages a pour objet de développer la convivialité, la solidarité et la tolérance, et d’agir en conséquence pour promouvoir la participation des habitants de Bischheim. Elle est ouverte à toutes les personnes et les associations engagées pour les mêmes finalités.

## Culture locale et patrimoine

### Lieux et monuments

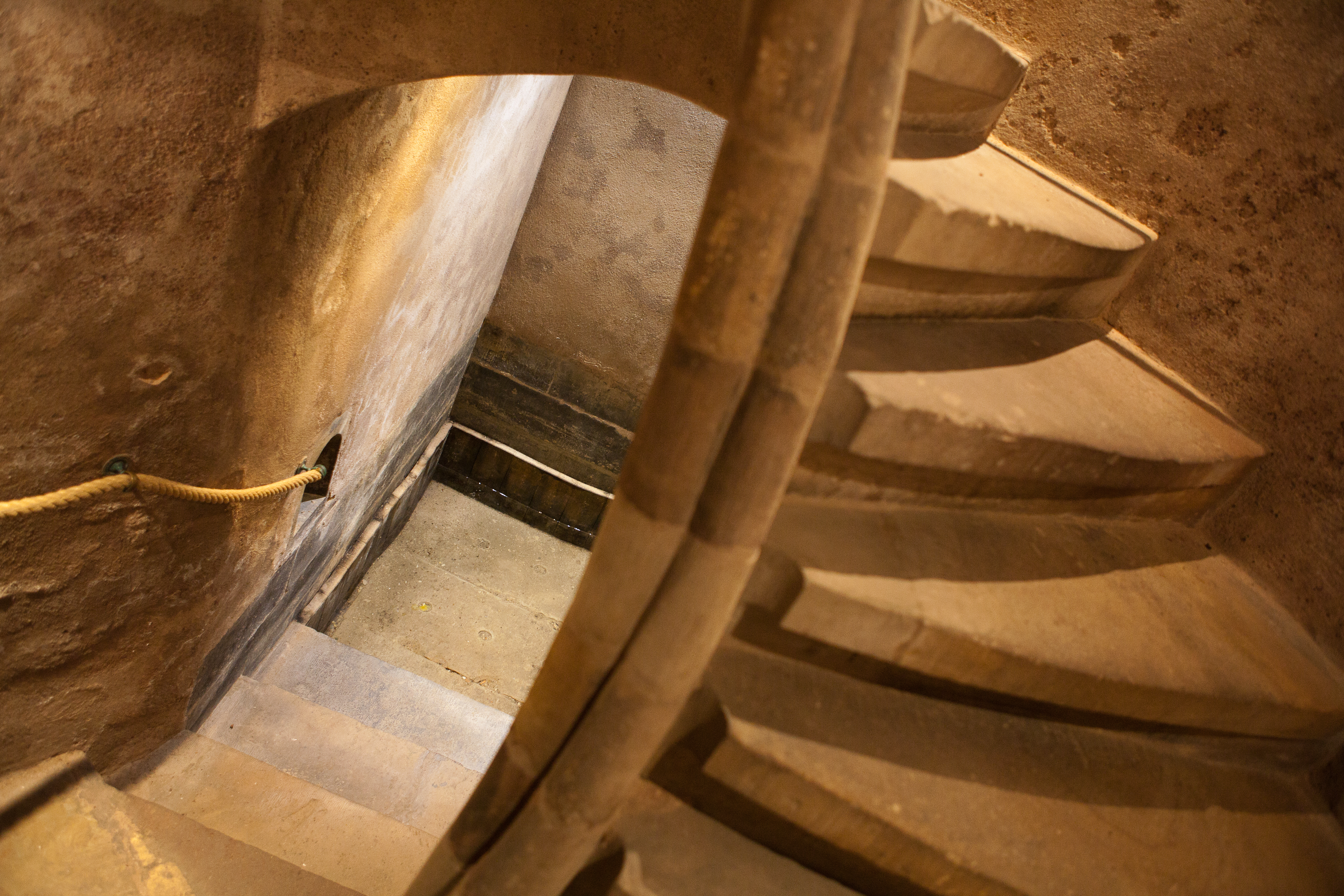
Miqvé de la Cour des Boeklin.

Bain rituel juif (mikvé) : le miqvé de Bischheim, aménagé dans l'ancienne résidence des Boecklin de Boecklinsau, est reconnu comme artistique et exceptionnel. Ce bain était destiné aux ablutions rituelles par immersion des femmes juives, considérées comme impures lors de leurs menstruations. Les hommes pieux se rendent également au miqvé les veilles des chabbats et des jours de fête. Dans la tradition juive, la construction d'un « miqvé » passe avant celle d'une synagogue. Creusé dans la terre alluvionnaire, le bassin, dont la dalle se trouve à plus de 8,50 m au-dessous du niveau du sol, affleurait la nappe phréatique. Encore aujourd'hui, par pluies abondantes et par périodes de hautes eaux, on peut y rencontrer une eau limpide. La salle souterraine mesure environ 4 m de haut entre le fond du bassin et la voûte en berceau. L'escalier en colimaçon, de style Renaissance, comporte 48 marches totalisant une hauteur de 7,5 m. Il est de type hélicoïdal. Il peut être daté du dernier quart du XVIe siècle. À mi-hauteur se trouve une autre salle d'environ 7 m2 ayant servi de vestiaire. Un musée est consacré à ce bâtiment depuis 1989.

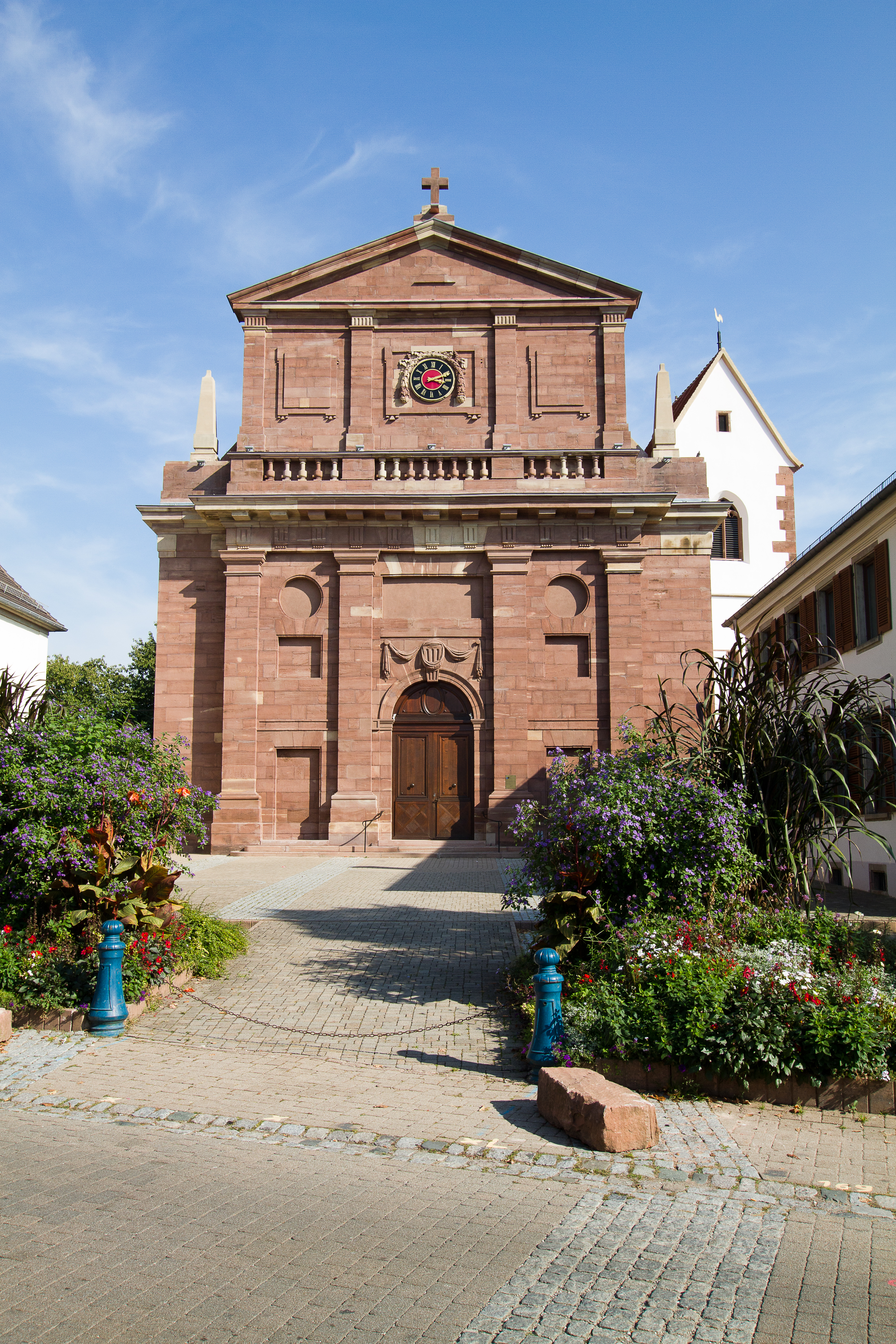
Église protestante Notre-Seigneur-Jésus-Christ.

Église protestante Notre-Seigneur-Jésus-Christ : l'église primitive date des XIIIe et XIVe siècles. Il n'en subsiste que la tour, de style gothique tardif, située sur le flanc sud de la nef. Une crucifixion, martelée à la Terreur, figurait sur le relief du tympan. Cette église jugée vétuste et exiguë a été détruite peu avant la Révolution et reconstruite selon les plans de Nicolas-Alexandre Salins dit de Monfort en 1787-1788. Il s'agit d'une des rares manifestations néo-classiques dans l'architecture religieuse en Alsace. Le bâtiment actuel est d'une grande simplicité et réserve ses effets à la façade occidentale. À l'intérieur, l'on peut observer des verrières retraçant la vie de l'église, y compris la Réforme. En 1793, l'orgue réalisé par André Silbermann en 1715 pour l'église Saint-Étienne de Strasbourg y est installé.

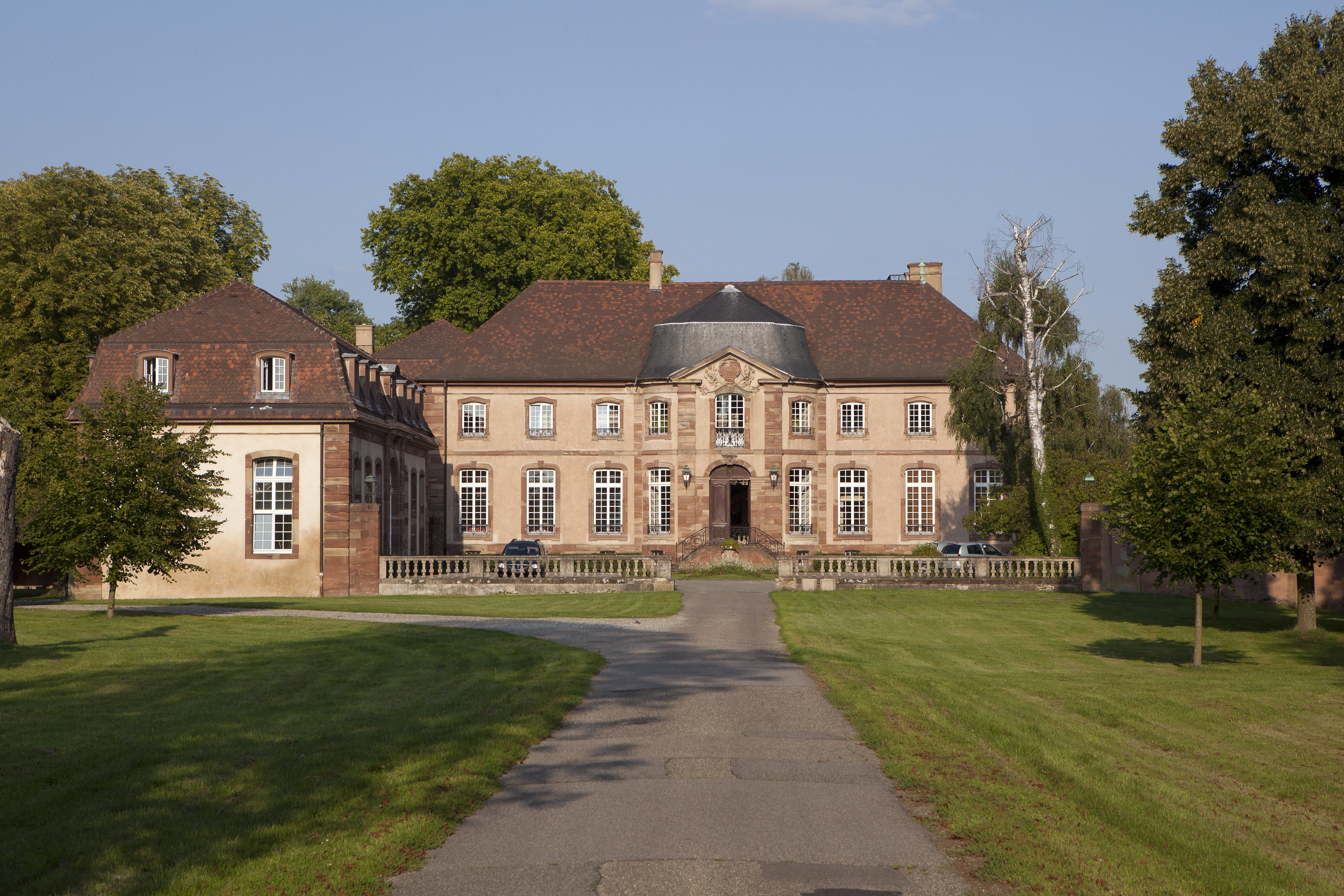
Château de la Cour d’Angleterre.

Château et jardins de la Cour d’Angleterre : ce lieu tient son nom du propriétaire du domaine en 1627, l'Anglais Robert Koenigsmann. À l'initiative de Jean de Dietrich, devenu propriétaire des lieux, la résidence va être profondément remaniée par l'architecte Michel Guth en 1751-52. L'édifice, situé dans une boucle de l'Ill, s'articule en fer à cheval sur deux niveaux. L'entrée principale se situe sur l'aile latérale occidentale. Un jardin à la française s'étend sur le côté sud du bâtiment.
Église Saint-Laurent : le bâtiment est construit en 1909-10 dans un style néo-gothique. L'église abrite des fonts baptismaux en grès datant de la fin du XVe siècle, provenant vraisemblablement de l'église gothique primitive du village. L'orgue de forme circulaire a été réalisé en 1933 par le facteur schillickois Roethinger. L'agencement du buffet correspond à un souci décoratif. L'instrument est doté de quatre claviers et cinquante jeux,,.
Le château du Hochberg : situé non pas à Bischheim mais à Wingen-sur-Moder, le château du Hochberg appartient à l'association « Les Amis de l'Enfance Saint Laurent » qui signa un bail emphytéotique avec la ville de Bischheim en 1989. Le château a dès lors subit des travaux de réhabilitation et accueille toujours les enfants bischheimois qui profitent des activités proposées dans les Vosges du Nord.
Motrice prototype du TGV 001 : Pour marquer le lien de la ville avec l'aventure ferroviaire, mais également pour rappeler l'activité d'entretien des rames de TGV, la Ville s'est portée acquéreur d'une des deux motrices de la rame-prototype 001 du TGV.
Cimetière israélite de Bischheim.

### Personnalités liées à la commune
- Cerf Berr ou Hirsch-Baer, syndic général de la nation juive en Alsace à la fin du XVIIIe siècle, il intervint pour améliorer la condition économique, sociale et politique de ses coreligionnaires. Il établit une haute école d'études rabbiniques à Bischheim (Yeshiva).
- David Sintzheim, beau-frère de Cerf Berr, il fut rabbin de Bischheim et directeur de la Yeshiva (voir ci-dessus). En 1807, il fut nommé président du Grand Sanhédrin de France créé par Napoléon puis en 1808, président du consistoire central
- David Paul Drach, élève à l'école talmudique de Bischheim vers 1804.
- Jean-Louis Beyerlé (1709-1786) propriétaire en 1771 du chateau d'Angleterre et maître d'œuvre du parterre régulier.
- Jean de Dietrich (1719-1795) propriétaire du château d'Angleterre jusqu'en 1771.
- Léon Dacheux, chanoine historien, né à Bischheim en 1835.
- Émile Waldteufel (1837-1915), directeur de la musique à la cour de Napoléon III et compositeur adoubé sous le Second Empire.
- Frédéric Sali (1862-1950), musicien, compositeur de musique militaire et écrivain orphéonique.

de Paris et de celui du Bas-Rhin. La synagogue de Bischheim lui rend hommage par la mention Cha'avé David (les portes de David).
- Emil Dörflinger (1882-1963), coureur cycliste né à Bischheim.
- Jean Wendling (né en 1934), footballeur international de 1959 à 1963 (26 sélections), né à Bischheim. Il évolua notamment au RC Strasbourg, à Toulouse ainsi qu'au Stade de Reims avec lequel il remportera deux titres de Champion de France de 1re division. Il joua 311 matches dans l'élite française. Son fils, Thierry Wendling, est actuellement l'un des principaux actionnaires du Racing Club de Strasbourg.
- Roland Engel (1948-), auteur-compositeur-interprète.

### Héraldique
| Blason de Bischheim | Blason  | Accolés, au premier : d'azur au bouc saillant d'argent lampassé de gueules ; au second : de sable à deux crosses d'or en sautoir. |
| Blason de Bischheim | Détails | À la fin du XIXe siècle, sous l'influence du socialisme naissant, les armes jugées trop cléricales (de sable à deux crosses d'or en sautoir se rapportent à Saint-Rémi), furent remplacées par un blason d'azur à un bouc d'argent lampassé de gueules (c'est-à-dire un bouc blanc avec une langue rouge sur un fond bleu), dérivé des armes des Boecklin. Dans les années 1980, les deux symboles furent juxtaposés et constituent depuis le blason de la ville. Fin 1991, fut créé le logo de la ville. Il est aux couleurs de Bischheim et représente de façon stylisée les rails de chemin de fer (Les ateliers SNCF sont l’un des fleurons de l’activité économique de la ville), alors que les drapeaux qui flottent au vent sont un symbole de dynamisme et de modernité. |